# Dětřichov (ort i Tjeckien, lat 50,89, long 15,04)
Dětřichov är en ort i Tjeckien. Den ligger i den norra delen av landet, 100 km norr om huvudstaden Prag. Dětřichov ligger 362 meter över havet och antalet invånare är 622.
Terrängen runt Dětřichov är kuperad åt sydväst, men åt nordost är den platt.Runt Dětřichov är det ganska tätbefolkat, med 93 invånare per kvadratkilometer. Närmaste större samhälle är Liberec, 14,0 km söder om Dětřichov. Omgivningarna runt Dětřichov är en mosaik av jordbruksmark och naturlig växtlighet.